# Thỏ bảy màu
Thỏ bảy màu là một loạt truyện tranh ngắn do họa sĩ Huỳnh Thái Ngọc sáng tác từ năm 2014. Loạt truyện ban đầu thuộc dạng ngắn và được đăng tải chủ yếu trên Facebook & YouTube. Đến năm 2015, tập truyện đầu tiên của Thỏ bảy màu đã được ra mắt với tên Thỏ bảy màu – Timeline của tôi có gì? do nhà xuất bản Thế giới phát hành. Tập truyện thứ hai đã được ra mắt sau đó 7 năm có tên Thỏ bảy màu và những người nghĩ nó là bạn do nhà xuất bản Dân trí phát hành. "Nghe lời thỏ, kiếp này coi như bỏ" được xem là khẩu hiệu xuyên suốt của bộ truyện. Bản quyền nhân vật hiện trực thuộc của Công ty trách nhiệm hữu hạn T7M tại Thành phố Hồ Chí Minh.
Ngày 16 tháng 11 năm 2022, đội ngũ sản xuất Thỏ bảy màu đã tiến hành gọi vốn 1,2 tỷ đồng để sản xuất phim hoạt hình Hoạt hình con thỏ với 10 tập với tổng thời lượng 120 phút trong mùa đầu tiên theo như dự kiến ban đầu. Đến cuối tháng 2, dự án Hoạt hình con thỏ đã chính thức gọi vốn thành công và trở thành dự án gọi vốn cộng đồng thành công lớn nhất Việt Nam từ trước đến nay. Tập 1 của series Hoạt hình con thỏ đã được ra mắt vào cuối năm 2023.

## Nhân vật

### Thỏ Bảy Màu
Thỏ bảy màu là nhân vật chính xuyên suốt bộ truyện sở hữu ngoại hình đáng yêu, dễ thương nhưng rất độc miệng. Tính cách của Thỏ được xây dựng ngang ngược, lươn lẹo nhưng về bản tính khá tốt tính. Thỏ 5 tuổi, không có bạn bè trong cuộc sống. Tuy nhiên, Thỏ chưa bao giờ cảm thấy bản thân mình cô đơn cả. Do Đỗ Trần Thủy Tiên lồng tiếng.

### Ông Năm
Bên cạnh Thỏ bảy màu, ông Năm Hên được Thỏ và Xô gọi là ông nội. Ông được diễn tả với tính cách của một người quân nhân: can đảm, uy tín, quyết đoán, cẩn trọng... Nhân vật được diễn tả ở độ tuổi 70 với ngoại hình tương tự như Đen Vâu. Do Harvey Nguyễn lồng tiếng.

### chị Xô
Xô là cô gái duy nhất trong tuyến nhân vật chính của bộ truyện. Ở độ tuổi 17, được diễn tả yêu cái đẹp và rất thích làm điệu. Do Lương Minh Trang lồng tiếng.

### anh Quăn
Bạn trai của Xô, 20 tuổi, không có gia đình. Làm xe ôm công nghệ, bị chị Xô đá, tính tình hiền lành, tốt bụng. Do Harvey Nguyễn lồng tiếng.

### Gấu AK
Gấu AK là một đại ca giang hồ bất hảo trong khu vực của Thỏ. Cùng với khẩu AK nhặt được trong bãi rác, nó quyết tâm tàn phá hết những điều tốt đẹp xung quanh con Thỏ. Ở độ tuổi 30, nó ghét tất cả mọi thứ, hung hăng và nguy hiểm. Có mối quan hệ yêu ghét mập mờ với Thỏ bảy màu.Do Nghiêm Minh Tiến lồng tiếng.

### Cá Trê Em
Cá Trê Em là một con cá trê có tay, chân, v.v. Cá Trê Em từng cứu Ông Năm Hên trong một tập phim hoạt hình của thỏ là "Thần Bài Miền Tây", không rõ độ tuổi của con cá nhưng theo cách xưng hô của con cá thì nó là em của một con cá trê khác. Cá Trê Em lực lưỡng, là cháu của ông Năm Hên, tuy nhiên, trong tập phim "Thỏ Bảy Màu và Chiến Tranh Cầu Cá", vì một số việc đã dẫn đến sự rạn nứt tình cảm giữa ông Năm Hên và hai anh em cá trê, Cá Trê Em có tính cách hiền hòa, Cá Trê Em còn mặc một cái quần xanh. Do Thúy Kiều lồng tiếng.

### Cá Trê Anh
Cá Trê Anh là anh của Cá Trê Em, Cá Trê Anh có ngoại hình rất giống Cá Trê Em, đều có tay, chay, lực lưỡng và cũng là cháu ông Năm Hên, Cá Trê Anh có hai cọng râu và một cái quần đỏ. Cá Trê Anh cùng Cá Trê Em thường phụ giúp ông Năm Hên trong nhiều việc. Cá Trê Anh có tính cách nóng nảy, thường sử dụng một số từ ngữ thô tục hoặc bạo lực khi quá tức giận. Vì một số sự việc nên tình cảm giữa ông Năm Hên và cặp anh em cá trê đã rạn nứt. Do MC Hoài Vũ lồng tiếng.

## Sáng tác
Tác giả Huỳnh Thái Ngọc chia sẻ vào năm 2014, anh đã xây dựng Thỏ bảy màu theo tính cách của bản thân nên nhân vật mới có tính tình thì xốc nổi, ngang ngược và không quan tâm tới mọi người xung quanh. Chị Xô là cách nhìn của Ngọc với phụ nữ khi anh còn trẻ. Ông Năm là hình tượng của Đen Vâu, còn tính cách là chung chung giữa các ông bà già của thời đại trước. "Nghe lời thỏ, coi như bỏ" được xem là khẩu hiệu xuyên suốt của bộ truyện. Ban đầu anh đã định cho ra đời một nhân vật tròn trịa tương tự Doraemon nhưng sau đó thì anh vẽ thêm tay vào. Lý do Thỏ bảy màu màu trắng là do anh lười tô màu.

## Sản xuất

### Truyện tranh
Ban đầu loạt truyện được sản xuất dạng ngắn và đăng tải miễn phí trên Facebook. Sau thành công của phiên bản truyện ngắn, tính đến tháng 11 năm 2022, hai tập truyện về Thỏ bảy màu đã được xuất bản bởi lần lượt bởi Nhà xuất bản Thế giới và Nhà xuất bản Dân trí.
| TT | Tên truyện                                | Năm phát hành | Nhà xuất bản          | ISBN                   | Ghi chú |
| --- | ----------------------------------------- | ------------- | --------------------- | ---------------------- | ------- |
| 1 | Thỏ bảy màu – Timeline của tôi có gì?     | 2015          | Nhà xuất bản Thế giới | ISBN 893-606-280-4     |         |
| Thỏ bảy màu – Timeline Của Tui Có Gì bao gồm những câu chuyện xảy ra xung quanh cuộc sống ảo diệu của Thỏ với 4 phần truyện: Vì sao Thỏ đáng yêu?; Những câu chuyện hư cấu của Thỏ bảy màu và đồng bọn; Những triết lý sống ảo của Thỏ bảy màu; Thỏ và đời sống. |                                           |               |                       |                        |         |
| 2 | Thỏ bảy màu và những người nghĩ nó là bạn | 2022          | Nhà xuất bản Dân trí  | ISBN 978-604-356-127-2 |         |
| Thỏ bảy màu được diễn tả là một con thỏ trắng với sự dở hơi, ngang ngược nhưng đáng yêu vô cùng tận. Nó luôn nghĩ rằng mình không có cuộc sống và không có bạn bè. Tuy nhiên, Thỏ lại chẳng bao giờ thấy cô đơn vì đến cô đơn cũng bỏ nó mà đi.                  |                                           |               |                       |                        |         |

### Hoạt hình ngắn
Đầu năm 2021, Huỳnh Thái Ngọc đã thành lập studio cho Thỏ bảy màu nhằm phát triển những đoạn video ngắn cho nhân vật này. Tuy nhiên, hầu hết các sản phẩm đều mang tính giới thiệu, quảng bá cho các tựa game, doanh nghiệp như Liên Minh Huyền Thoại, Liên Quân và Genshin Impact. Kênh YouTube của Thỏ bảy màu cũng đã thu hút 1,2 triệu lượt đăng ký và 100 triệu lượt xem với những đoạn video hoạt hình ngắn kéo dài từ 4–6 phút. Đến ngày 22 tháng 6 năm 2022, dự án hợp tác đầu tiên giữa ê-kíp Thỏ bảy màu cùng Sun Wolf Animation Studio đã được ra mắt có tên Thỏ bảy màu và hành trình chuyển sinh thu hút khoảng 5 triệu lượt xem. Tập phim Cái Tết của ông Năm của Thỏ bảy màu cũng đã lọt vào top 10 video nổi bật Việt Nam trong năm 2022 khi đứng ở vị trí thứ 5. Mất 2 tháng để tập phim Cái Tết của ông Năm được hoàn thành.
Vào ngày 19 tháng 1 năm 2023, ê-kíp sản xuất bộ phim đã cho ra mắt Thỏ bảy màu: Thần bài miền Tây, bộ phim hoạt hình thuần Việt duy nhất được ra mắt trong dịp Tết Nguyên đán 2023. Dự án đã ngay lập tức cán mốc 10 triệu lượt xem và đứng nhất vị trí thịnh hành sau 4 ngày lên sóng.
| Năm Sản Xuất Phim | Tên phim                                            | Lượt xem (triệu) |
| ----------------- | --------------------------------------------------- | ---------------- |
| 2021              | Chuyến Đi Hạnh Phúc Của Ông Năm Về Quê Thỏ Ngày Tết | 19               |
| 2021              | Sự Trả Thù Của Ông Năm                              | 16               |
| 2021              | Giải Cứu Ông Năm Và Con Thỏ Sa Ngã                  | 13               |
| 2021              | Ông Năm Và Cuộc Chiến Online                        | 20               |
| 2021              | Kiếm Khách Số 1                                     | 8,3              |
| 2021              | Thỏ Bảy Màu Và Người Yêu Mới Của Chị Xô             | 26               |
| 2021              | Trung Tâm Giác Ngộ Internet                         | 9,9              |
| 2022              | Cái Tết Của Ông Năm                                 | 26               |
| 2022              | Thỏ Bảy Màu Và Hành Trình Chuyển Sinh               | 11               |
| 2023              | Thần Bài Miền Tây                                   | 28               |
| 2024              | Thỏ Bảy Màu Và Chiến Tranh Cầu Cá (Phần 1)          | 11               |
| 2024              | Thỏ Bảy Màu Và Chiến Tranh Cầu Cá (Phần 2)          | 8,5              |
| 2024              | Thỏ Bảy Màu và Hình Tượng Đỉnh Cao                  | 7                |
| 2025              | Thỏ Bày Màu Và Mắt Đo Phước Nghiệp                  | 5,9              |

### Nhạc Con Thỏ
| Tên Nhạc                                        | Tên Nhạc                                        | Tên Nhạc                                        | Lượt Xem (Triệu) |
| ----------------------------------------------- | ----------------------------------------------- | ----------------------------------------------- | ---------------- |
| Con chim non remix Dark Version                 | Con chim non remix Dark Version                 | Con chim non remix Dark Version                 | 2,5              |
| Xuân này con không về remix đám giỗ Thỏ Bảy Màu | Xuân này con không về remix đám giỗ Thỏ Bảy Màu | Xuân này con không về remix đám giỗ Thỏ Bảy Màu | 8,2              |
| Đâu ai dám hứa                                  | Đâu ai dám hứa                                  | Đâu ai dám hứa                                  | 13               |
| Lý kéo chài                                     | Lý kéo chài                                     | Lý kéo chài                                     | 3,4              |

### Series hoạt hình
Cuối cùng, đội ngũ ekip quyết định sản xuất 3 tập thay vì 10 tập theo như dự tính ban đầu. Tập 1 của series được ra mắt vào cuối năm 2023; tập 2 được ra mắt vào tháng 8 năm 2024. Tập 3 đang trong quá trình sản xuất.

#### Quá trình gọi vốn
Huỳnh Thái Ngọc
Vào ngày 16 tháng 11 năm 2022, đội ngũ sản xuất bộ phim đã tiến hành kêu gọi vốn sản xuất khoảng 1,2 tỷ đồng trong 60 ngày để thực hiện làm phim hoạt hình chiếu mạng dài tập cho nhân vật Thỏ bảy màu. Bộ phim được dự kiến kéo dài khoảng 10 phút với tổng thời lượng là 120 phút cho mùa đầu tiên. Bộ phim sẽ là sự kết hợp sản xuất giữa Sun Wolf Animation Studio và đội ngũ của Thỏ bảy màu. Số tiền gọi vốn 1,2 tỷ đồng chỉ là số tiền cho 3 tập phim đầu tiên. Để sản xuất toàn bộ 10 tập phim cùng 2 tập đặc biệt cho mùa đầu tiên được ê-kíp ước lượng khoảng 16 tỷ đồng. Trong đoạn video giới thiệu, tựa phim có tên chính thức là Hoạt hình con thỏ.
Sau một tuần quy động gọi vốn, quỹ đã nhận về 44 triệu đồng. Vào ngày 7 tháng 2, tức trước khi kết thúc quá trình gọi vốn 14 ngày thì ê-kíp chỉ mới thu về 50% con số dự kiến và 65% khi cách ngày kết thúc 5 ngày. Vào ngày 20 tháng 2, số tiền ủng hộ đã tăng lên thêm 250 triệu đồng và 100 triệu đồng từ Coolmate và W2WCartoon. Cũng trong những ngày cuối cùng, lượt ủng hộ đã tăng vọt khi vượt mức gọi vốn với con số 1,37 tỷ đồng trước hạn 10 giờ. Đến ngày 20 tháng 2 năm 2023, quá trình gọi vốn đã hoàn tất và dự án đã thu về 1,69 tỷ đồng, vượt qua cả con số dự kiến là 1,2 tỷ đồng. Như vậy, Hoạt hình con thỏ đã trở thành dự án gọi vốn cộng đồng lớn nhất Việt Nam thành công từ trước đến nay. Trước đó, ê-kíp bộ phim còn phải cho ra mắt một đoạn video ngắn Câu chuyện con thỏ nghèo vượt khó để kêu gọi cộng đồng gọi vốn do nghi ngại kết quả gọi vốn không thành công.

#### Sản xuất
Trong mùa đầu tiên bộ phim Hoạt hình con thỏ sẽ do Huỳnh Thái Ngọc làm kịch bản và đạo diễn cho bộ phim. Còn Nguyễn Tiến Sơn, người sáng lập Sun Wolf Animation, sẽ trở thành nhà sản xuất cho sê-ri. Theo ê-kíp sản xuất, 3 tập đầu tiên của bộ phim sẽ được lên sóng trong quý I; tập 4 đến 6 trong quý II; tập 7 đến tập 10 trong quý IV và hai tập đặc biệt vào tháng 12 năm 2023. Bộ phim sẽ được xoay quanh những yếu tố văn hóa đặc trưng của Việt Nam.

### Dự án hợp tác
Giữa năm 2023, rapper Pháo hợp tác với Thỏ bảy màu phát hành bài hát "Một ngày chẳng nắng", phát triển từ ý nhạc về chú voi con ở bản Đôn của nhạc sĩ Phạm Tuyên. Ca khúc đã được những thành công nhất định.

## Đón nhận
Tính đến tháng 11 năm 2022, Thỏ bảy màu đã sở hữu những thành tích riêng nổi trội: hơn 1,21 triệu lượt đăng ký trên nền tảng YouTube, hơn 3,7 triệu lượt theo dõi fanpage. Ngoài ra, chưa đầy một năm, tài khoản YouTube chính thức của Thỏ bảy màu đã có hơn 94 triệu lượt xem và đạt Nút vàng YouTube sau 6 tập phim hoạt hình. Theo ước lượng, người hâm mộ của Thỏ bảy màu thường nằm trong độ tuổi từ 18 đến 24 tuổi. Tờ báo Sài Gòn Giải Phóng đã ca ngợi Thỏ bảy màu sở hữu nhiều mẩu chuyện hài hước và phản ánh nhiều vấn đề "vừa buồn vừa cười của thế giới người lớn".

## Giải thưởng
| Năm  | Giải thưởng                | Hạng mục                            | Trao cho                      | Kết quả   | Ghi chú       |
| ---- | -------------------------- | ----------------------------------- | ----------------------------- | --------- | ------------- |
| 2016 | Tiki Book Awards lần thứ 2 | Truyện tranh được yêu thích nhất    | Thỏ bảy màu                   | Đoạt giải | [ 34 ] [ 35 ] |
| 2016 | Tiki Book Awards lần thứ 2 | Tác giả mới nổi bật                 | Huỳnh Thái Ngọc (Thỏ bảy màu) | Đoạt giải | [ 35 ]        |
| 2016 | Tiki Book Awards lần thứ 2 | Nam tác giả được yêu thích nhất năm | Huỳnh Thái Ngọc (Thỏ bảy màu) | Top 3     | [ 35 ]        |
| 2020 | Manga Comic Con 2022       | DTS Artist Award                    | Thỏ bảy màu                   | Đoạt giải | [ 36 ]        |

## Tranh cãi

### Phát hành Board Card kèm từ ngữ bạo lực
Vào tháng 5 năm 2021, nhiều phụ huynh lên tiếng phản ảnh trò chơi "Thông Thỏ" của cộng đồng BoardGame VN có kèm lá thư chứa những ngôn từ bạo lực động vật, không phù hợp với trẻ em. Trong lá thư có viết: "Sự ủng hộ của bạn vừa tiếp thêm sức mạnh cho chúng tôi trong nỗ lực sản xuất những phương tiện hành hạ thỏ không ngừng nghỉ trong tương lai".